# Flugplatz Elbląg

i7
i11
i13
Der Flugplatz Elbląg (polnisch Lotnisko Elbląg, ICAO-Code: EPEL) ist ein Verkehrslandeplatz in Polen. Er befindet sich im Stadtteil Nowe Pole von Elbląg (Elbing) und wird vom Aeroklub Elbląski betrieben.

## Geschichte
Die erste belegte Landung in Elbing war 1912 die Notlandung des Piloten Stiefvater auf dem Flug von Berlin nach Königsberg. Der Flugplatz wurde 1915 als königlich-preußische Fliegerstation auf dem Gelände des Gutshofes Eichwalde angelegt. Auf einem Areal von 1.078.322 m² wurden im Nordteil eine 76 × 36 m große Flugzeugwerft und zehn Flugzeughallen von jeweils 66,6 × 22,4 m errichtet. Nach Kriegsende sollte der Platz zivilen Luftfahrtunternehmen zur Verfügung gestellt werden, doch fand sich anfangs kein Betreiber. So wurden die Gebäude Anfang 1920 von der Sicherheitspolizei Ostpreußen übernommen, die die Fliegerstation in Flugplatz Eichwalde umbenannte. 1921 übereignete die Stadt Elbing den bebauten Grund dem Reich und erhielt dafür 190.000 Mark. Die unbebaute Fläche im West- und Südteil wurde anschließend landwirtschaftlich genutzt, der Ostteil weiterhin als Start- und Landebahn instand gehalten. Vom 1. Juli 1926 bis Ende 1929 betrieb die Deutsche Luft Hansa (DLH; Schreibweise bis 1933) die Strecke vom Flughafen Danzig-Langfuhr über Marienburg und Elbing nach Allenstein als Verkehrslandeplatz Elbing. Bis Ende der 1930er Jahre erfolgten Linienflüge nach Berlin und Stettin, aber auch internationale Flüge über die Ostsee.
Mitte der 1930er Jahre baute die Luftwaffe der Wehrmacht ihn zum Fliegerhorst Elbing aus. Von November 1939 bis November 1943 waren verschiedene Flugzeugführerschulen untergebracht. Aktive fliegende Einheiten der Luftwaffe waren beispielsweise von Mai bis Oktober 1939 der Stab des Kampfgeschwaders 3 und im September 1939 die erste Gruppe des Sturzkampfgeschwaders 1. Beide Einheiten nahmen von hier aus am Überfall auf Polen teil,  wobei Letztere am 1. September 1939 um 4:26 Uhr mit sechs Ju 87 B der I. Gruppe den ersten Luftangriff des Zweiten Weltkrieges, der gegen die Weichselbrücken von Dirschau geflogen wurde, durchführte. Nach dem Ende des Feldzuges wurde Elbing hauptsächlich von Schuleinheiten genutzt. Am 24. Januar 1945 verließen die hier stationierten deutschen Einheiten den Platz, der am 10. Februar des Jahres von sowjetischen Soldaten der 2. Baltischen Front eingenommen wurde.
Von 1948 bis 1952 diente der Flugplatz als Luftwaffenstandort. Mit dem Umstieg auf strahlgetriebene Flugzeuge wurde der Standort aufgegeben. Seit 1957 wird der Flugplatz vom Aeroklub Elbląski (Luftsportverein Elbląg) betrieben.
Am 6. Juni 1999 hielt Papst Johannes Paul II. auf seiner Reise nach Polen eine Andacht auf dem Gelände des Flugplatzes.